# 花街聖者
《花街聖者》，又譯《聖徒傑克》，是保羅·索魯於1973年出版的小說，並於1979年被改編為同名電影。小說講述了傑克·弗勞爾斯（英語：Jack Flowers）在新加坡的生活，他是一名皮條客。感到絕望和被忽視的傑克，試圖透過開設自己的妓院來賺錢，並在過程中與華人秘密結社三合會成員發生衝突。

## 電影改編
由美國籍猶太裔導演彼得·博格丹诺维奇執導的電影改編版本於1979年上映。